# Yacimientos de icnitas de Asturias

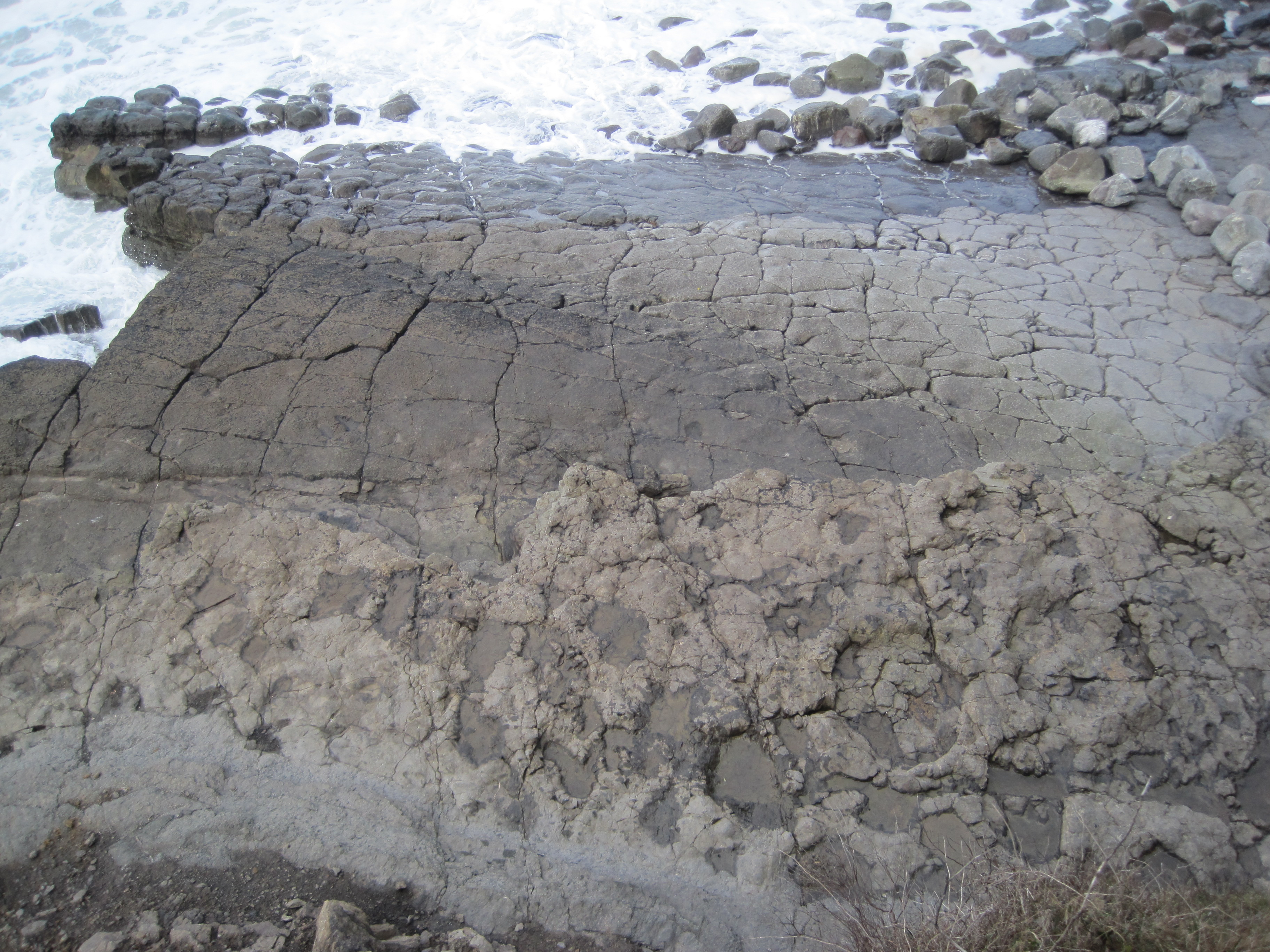
Yacimiento de icnitas junto a la playa de La Griega

Los yacimientos de icnitas de Asturias comprenden los concejos de Gijón, Villaviciosa, Colunga y Ribadesella en esa comunidad autónoma española. Se tratan de huellas y restos pertenecientes al Jurásico, de las que cabe destacar nueve yacimientos en los que se han encontrado 446 huellas. Las icnitas de la playa de la Griega pertenecientes a un gran saurópodo cuya impresión del pie alcanza unos 130 cm de diámetro son las mayores encontradas hasta el momento en España y se encuentran entre las de mayor tamaño del mundo.
Estos yacimientos se pueden recorrer por la denominada costa de los dinosaurios: 
- la playa de Merón, los acantilados de Oles y el faro y puerto de Tazones (Villaviciosa).
- los acantilados de Lastres y la playa de la Griega (Colunga).
- la playa de Vega, los acantilados de Tereñes y la playa de Santa Marina (Ribadesella).

Mediante Decreto 45/2001, de 19 de abril, los yacimientos de icnitas de Asturias se declararon monumento natural, y mediante Decreto 170/2014, de 29 de diciembre, se declaró la Zona Especial de Conservación Yacimientos de icnitas (ES1200047), dentro de la red Natura 2000.